# Морозівське (Раївська сільська громада)
Моро́зівське — село в Україні, у Синельниківському районі Дніпропетровської області. Входить до складу Раївської сільської громади. Населення за переписом 2001 року становить 62 особи. Орган місцевого самоврядування - Раївська сільська рада.

## Історія
12 червня 2020 року, відповідно до розпорядження Кабінету Міністрів України № 709-р від «Про визначення адміністративних центрів та затвердження територій територіальних громад Дніпропетровської області», увійшло до складу Раївської сільської громади.
19 липня 2020 року, в результаті адміністративно-територіальної реформи та ліквідації   Синельниківського (1923—2020) району, село увійшло до складу новоутвореного Синельниківського району.

## Географія
Село Морозівське знаходиться на відстані 1,5 км від сіл Раївка і Богуславка. По селу протікає пересихаючий струмок з загатою. Поруч проходять автомобільна дорога Т 0401 і залізниця, станція Хорошеве за 3 км.
Біля села знаходяться численні кургани бронзової доби

## Інтернет-посилання
- Погода в селі Морозівське [Архівовано 20 грудня 2011 у Wayback Machine.]